# نیوتاون، نیو ساوت ولز
نیوتاون (به انگلیسی: Newtown) یک حومه شهر در استرالیا است که در نیو ساوت ولز واقع شده‌است.